# Ліберально-демократичний конгрес

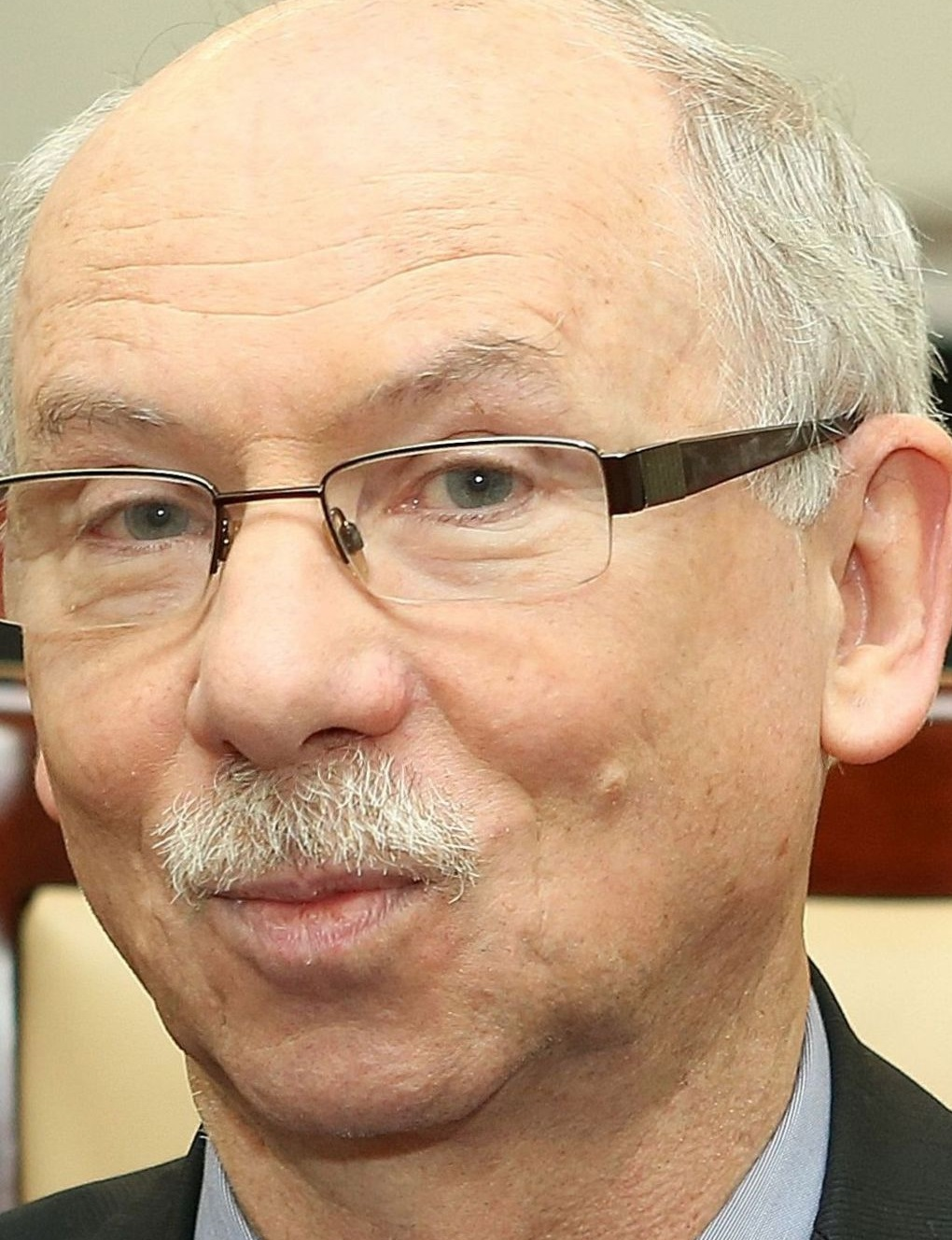
Януш Левандовський, голова KLD у 1990–1991 роках

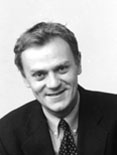
Дональд Туск, голова KLD у 1991–1994 роках

Ліберально-демократичний конгрес (пол. Kongres Liberalno-Demokratyczny, KLD) — польська правоцентристська політична партія ліберального характеру, що діяла в 1990-1994 роках.

## Історія

### Ствноілення партії
KLD виникла з Гданського соціально-економічного товариства «Kongres Liberałów», неформальної організації, створеної двома роками раніше, яка об’єднувала опозиціонерів із оточення Яна Кшиштофа Бєлецького, Дональда Туска, Януша Левандовського та Яцека Меркеля, заснованої активістами ліберального середовища, зібраними навколо «Політичний огляд». Національна конференція засновників відбулася 29 і 30 червня 1990 року, а група була офіційно зареєстрована 9 жовтня того ж року. Партію очолив Януш Левандовський. На президентських виборах ліберали підтримали кандидатуру Леха Валенси.
Він описав свою програму KLD як «прагматичний лібералізм». Він проповідував необхідність приватизації та розширення сфери вільного ринку. Він виступав за інтеграцію Польщі до західних структур, ретельну декомунізацію та ідеологічний нейтралітет держави.

### 1991–1993 роки
До березня 1991 року партія діяла в складі тодішньої федеральної Центристської угоди, з якої вийшла, коли на базі ПК було сформовано єдине формування, що проголошує християнсько-демократичний напрям. У 1991 році вона також створила коаліційний уряд меншості на чолі зі співзасновником партії Яном Кшиштофом Білецьким. Уряд складався з політиків з конгресу: Януш Левандовський (міністр трансформації власності), Генрик Маєвський (міністр внутрішніх справ), Анджей Завісляк (короткий час як міністр промисловості). Анджей Галіцький став прес-секретарем Парламентського клубу, Павел Піскорський – радником прем’єр-міністра у справах молоді, а Анна Попович відповідала за жіночі питання в уряді. 19 травня 1991 року новим головою партії став Дональд Туск.
На парламентських виборах 1991 року КЛД набрала 7,49% голосів (виборче гасло: «Ні направо, ні наліво, а прямо в Європу») і отримала 37 місць у Сеймі та 6 у Сенаті . Своїм відносно хорошим результатом партія завдячувала особистій популярності прем’єр-міністра Яна Бєлецького, який досяг найкращого індивідуального результату в країні (115 002 голоси у Варшаві). Після виборів з'їзд опинився в т. зв п'ять правих партій, які за підтримки NSZZ "S" і PSL утворили неформальну коаліцію, що дозволило заповнити президії Сейму та Сенату.
Зрештою, однак, ліберали не приєдналися до уряду Яна Ольшевського, залишившись в опозиції разом із Демократичним союзом. Причиною відмови уряду від співпраці з ПК стали відмінності в економічній програмі та ставленні до реформ Лешека Бальцеровича.
Після відставки кабінету Яна Ольшевського та невдалої місії формування уряду, розпочатої Вальдемаром Павляком, Конгрес став частиною коаліції, що підтримує уряд Ганни Сухоцької. У середині 1992 року члени Польської економічної програми та кілька проурядових депутатів ПК (об’єднаних навколо Єжи Ейсимонта) приєдналися до парламентського клубу KLD. Об’єднана фракція прийняла нову назву — Польська ліберальна програма. Від лібералів до нового кабінету увійшли Януш Левандовський, Кшиштоф Кіліан, Ян Кшиштоф Бєлецький та Анджей Арендарський, а також у ранзі заступників міністрів, серед інших. Міхал Боні. Збігнєв Ейсмонт приєднався до уряду після нагородження PPG . З ініціативи цієї коаліції в Сеймі було прийнято Загальну програму приватизації.

### Створення Союзу Свободи
23-24 квітня 1994 року на об'єднавчому з'їзді KLD об'єдналася з Демократичним союзом. У той час була створена нова партія Unia Wolności, віце-президентом якої став Дональд Туск.
У 2001 році багато колишніх активістів Конгресу взяли участь у створенні Громадянської платформи.

## Міжнародна діяльність
На конференції Європейського демократичного союзу (EDU) у Парижі 11–12 вересня 1991 року KLD було прийнято до EDU, де домінували християнсько-демократичні та консервативні групи. Приєднання до EDU, членом якого також була Центральна угода, пояснювалося надто лівим профілем європейських лібералів, а також більшим міжнародним впливом EDU. Водночас партія співпрацювала з ВДП, хоча не налагоджувала тісніших контактів із Фундацією Стефана Баторія. Фрідріха Науманна, який спочатку підтримував Демократичну партію   .